# Jerry Jeudy
Jerry Davarus Jeudy (Deerfield Beach, 24 aprile 1999) è un giocatore di football americano statunitense che milita nel ruolo di wide receiver per i Cleveland Browns della National Football League (NFL).

## Carriera universitaria
Jeudy frequentò la Deerfield Beach High School di Deerfield Beach, Florida. Considerato un eccellente prospetto, il terzo miglior ricevitore e il ventunesimo miglior giocatore della sua classe, tra le molte offerte scelse l'Università dell'Alabama il 28 giugno 2016. 
Nel suo primo anno Jeudy fece registrare 14 ricezioni per 264 yard e 2 touchdown, vincendo il campionato nazionale NCAA 2017 con i Crimson Tide.
Nel 2018 ricevette 1.315 yard e 14 touchdown, venendo nominato come All-American, inserito nella formazione ideale della Southeastern Conference e premiato con il Fred Biletnikoff Award come miglior ricevitore nel college football.
Nel 2019 concluse la stagione con 959 yard e 10 touchdown, venendo nuovamente inserito nella formazione ideale della Conference.
Il 4 gennaio 2020, Jeudy annunciò di rinunciare all'ultimo anno ad Alabama e di dichiararsi eleggibile per il Draft NFL 2020.
Vittorie e premi
- Campione NCAA (2017)
- Fred Biletnikoff Award (2018)
- All-America (2018)
- First Team All-SEC (2018, 2019)

## Carriera professionistica

### Denver Broncos
Jeudy fu scelto nel corso del primo giro (15º assoluto) del Draft NFL 2020 dai Denver Broncos, secondo wide receiver ad essere selezionato dopo l'ex compagno ad Alabama Henry Ruggs III. Debuttò come professionista nella gara del primo turno contro i Tennessee Titans ricevendo 4 passaggi per 56 yard dal quarterback Drew Lock. Il primo touchdown lo segnò nel quarto turno contro i New York Jets su passaggio del quarterback Brett Rypien in una gara in cui Broncos colsero la prima vittoria stagionale. La sua stagione da rookie si chiuse con 52 ricezioni per 856 yard e 3 touchdown, disputando tutte le 16 partite come titolare.
Nell'ultimo turno della stagione 2022 Jeudy ricevette un nuovo primato personale di 154 yard dal quarterback Russell Wilson nella vittoria sui Los Angeles Chargers, venendo premiato come giocatore offensivo della AFC della settimana.
Jeudy segnó il primo touchdown della stagione 2023 nell'ottavo turno, contribuendo a interrompere una striscia di sedici sconfitte consecutive dei Broncos contro i Kansas City Chiefs che risaliva al 2015.

### Cleveland Browns
Il 9 marzo 2024 Jeudy fu scambiato con i Cleveland Browns per una scelta del quinto e del sesto giro del Draft NFL 2024. Nella settimana 13, contro i suoi ex Broncos, ricevette un nuovo primato personale di 235 yard dal quarterback Jameis Winston nella sconfitta per 41-32. A fine stagione fu convocato per il suo primo Pro Bowl dopo essersi classificato sesto nella NFL con 1.229 yard ricevute.

## Palmarès
- Convocazioni al Pro Bowl: 1

2024
- Giocatore offensivo della AFC della settimana: 1

18ª del 2022